# Of Human Feelings
Of Human Feelings är ett musikalbum av Ornette Coleman som lanserades 1982 på Antilles Records. Albumet spelades in den 25 april 1979 i New York med Colemans band "Prime Time". På albumet utforskar Coleman jazzfunk och bygger vidare på den R&B-inspirerade frijazzstil Coleman började med från albumet Dancing in Your Head från 1977. Kompositionerna är dock betydligt kortare på detta album.
Skivan mottogs i flera fall mycket väl av musikkritikerna. Robert Christgau utdelade sitt högsta betyg, A+ till albumet. I The Village Voice Pazz & Jop-lista blev albumet framröstat som det trettonde bästa 1982. Skivan blev dock ingen större kommersiell framgång, även om det nådde femtondeplatsen på jazzalbumlistan i USA.

## Låtlista
Alla låtar är komponerade av Ornette Coleman.
1. Sleep Talk – 3:34
2. Jump Street – 4:24
3. Him and Her – 4:20
4. Air Ship – 6:11
5. What Is the Name of That Song? – 3:58
6. Job Mob – 4:57
7. Love Words – 2:54
8. Times Square – 6:03

## Medverkande
- Ornette Coleman – altsaxofon
- Charlie Ellerbee – gitarr
- Bern Nix – gitarr
- Jamaaladeen Tacuma – elbas
- Denardo Coleman – tummor
- Calvin Weston – trummor